# Диамантопуло, Александр Ахиллесович
Александр Ахиллесович Диамантопуло (псевдоним Рионис; 24 апреля 1910, Кизляр, Терская область — 11 сентября 1976, Ивано-Франковск) — румейский поэт и переводчик.

## Биография
В 1933 году закончил греческое отделение Ленинградского института истории, философии, литературы и лингвистики (ЛИФЛИ). Преподавал в греческой школе в Батуми, затем — в Мариупольском греческом педагогическом техникуме.
С 1937 года работал в горной промышленности. В 1963—1970 годах — главный бухгалтер Ивано-Франковского областного управления газового хозяйства.

## Творчество
Начал публиковаться в 1927 году в румейских периодических изданиях. Среди произведений:
- Драма «Салоникские зори» (поставлена Батумским греческим драматическим театром, 1935).
- Поэмы «Котур падишах», «Камендже», «Ночь в Кастанте», «Бессмертие» и другие.
- Статьи о деятелях истории и культуры — мариупольских (Кассандра Костан, Леонтий Хонагбей и др.), крымских, одесских и понтийских греках.
- Статьи о связях русской, украинский и греческой литератур.

Переводил с русского, украинского и румейского языков на новогреческий (в том числе произведения Пушкина, Лермонтова, Некрасова, Шевченко, Василя Стефаника), а также на русский с новогреческого и румейского. С 1970 года готовил к печати «Очерки советско-греческой литературы» в 2-х частях и румейско-русский и русско-румейский фразеологические словари (не окончены).